# Dučice
Dučice este un sat din comuna Nikšić, Muntenegru. Conform datelor de la recensământul din 2003, localitatea are 569 de locuitori (la recensământul din 1991 erau 567 de locuitori).

## Demografie
În satul Dučice locuiesc 418 persoane adulte, iar vârsta medie a populației este de 37,2 de ani (35,3 la bărbați și 39,3 la femei). În localitate sunt 144 de gospodării, iar numărul mediu de membri în gospodărie este de 3,95.
Populația localității este foarte eterogenă.
|  |

| Demografie | Demografie | Demografie |
| An         | Locuitori  | Locuitori  |
| ---------- | ---------- | ---------- |
|            |            |            |
|            |            |            |
|            |            |            |
|            |            |            |
| 1948       | 424        |            |
| 1953       | 485        |            |
| 1961       | 561        |            |
| 1971       | 624        |            |
| 1981       | 589        |            |
| 1991       | 567        | 556        |
| 2003       | 569        | 569        |

| \| Componența etnică conform recensământului din 2003[2] \| Componența etnică conform recensământului din 2003[2] \| Componența etnică conform recensământului din 2003[2] \| Componența etnică conform recensământului din 2003[2] \| Componența etnică conform recensământului din 2003[2] \| \| ----------------------------------------------------- \| ----------------------------------------------------- \| ----------------------------------------------------- \| ----------------------------------------------------- \| ----------------------------------------------------- \| \| \| \| \| \| \| \| Sârbi \| Sârbi \| \| 300 \| 52,72% \| \| Muntenegreni \| Muntenegreni \| \| 253 \| 44,46% \| \| Maghiari \| Maghiari \| \| 1 \| 0,17% \| \| Iugoslavi \| Iugoslavi \| \| 1 \| 0,17% \| \| necunoscută \| necunoscută \| \| 1 \| 0,17% \| |              |  |     |        |
| Componența etnică conform recensământului din 2003 |              |  |     |        |
| |              |  |     |        |
| Sârbi | Sârbi        |  | 300 | 52,72% |
| Muntenegreni | Muntenegreni |  | 253 | 44,46% |
| Maghiari | Maghiari     |  | 1   | 0,17%  |
| Iugoslavi | Iugoslavi    |  | 1   | 0,17%  |
| necunoscută | necunoscută  |  | 1   | 0,17%  |